# Jackson Heights (Queens)
Pour les articles homonymes, voir Jackson Heights.
Jackson Heights est un quartier de l'arrondissement du Queens à New York.

## Habitants notables
- Alfred Mosher Butts a inventé le jeu de scrabble alors qu'il habitait à Jackson Heights[1].
- Chester Carlson y a inventé l'électrophotographie en 1938 (devenue par la suite la photocopie)
- Charlie Chaplin y a résidé[2]
- Les Paul y avait un studio[3].
- Howard Stern y a habité.
- Harvey W. Berger y est né.
- L'acteur Boyd Marshall y est mort en 1950, ainsi que le sinologue Elliot Sperling en 2017.

## Films et séries télévisées tournés
- Usual Suspects (1995)
- In Jackson Heights, film documentaire sur le quartier réalisé par Frederick Wiseman (2015).
- Ugly Betty, série télévisée américaine (2006-2010)

## Démographie
Composition ethno-raciale en 2010, :
- Blancs non hispaniques (17,2 %)
- Hispaniques et Latinos (56,5 %)
- Asiatiques (22,0 %)
- Noirs (2,0 %)
- Métis (1,6 %)
- Autres (0,7 %)

Selon l'American Community Survey, pour la période 2012-2016, 53,6 % de la population âgée de plus de 5 ans déclare parler l'espagnol à la maison, alors que 17,6 % déclare parler l'anglais, 5,0 % une langue chinoise, 1,8 % l'hindi, 1,5 % l'ourdou, 1,3 % le tagalog, 1,0 % l'arabe, 1,0 % le russe, 0,9 % le grec, 0,8 % le coréen, 0,7 % le portugais, 0,5 % le français, 0,5 % le polonais, 9,3 % une autre langue indienne et 4,5 % une autre langue.